# Alan Mullery
Alan Patrick Mullery (Notting Hill, Inglaterra; 23 de noviembre de 1941) es un futbolista, entrenador y comentarista de televisión que jugaba en la posición de centrocampista.

## Carrera

### Club
Inició su carrera en 1958 con el Fulham FC con quien jugó 199 partidos y anotó 13 goles para luego pasar al Tottenham Hotspur FC en 1964, equipo con el que jugó 312 partidos y anotó 25 goles, además de ganar la FA Cup en 1967 y la Copa de la UEFA 1971-72 en el que anotó el gol de la victoria por 3-2 ante el Wolverhampton Wanderers FC. En 1972 vuelve al Fulham FC en donde anotó 24 goles en 165 partidos y llegó a la final de la FA Cup de 1975 perdiendo ante el West Ham United, mismo año en el que obtuvo el premio al futbolista del año.
En 1976 viajaría a Sudáfrica para jugar con el Durban City FC, año de su retiro.

### Selección nacional
Jugó para Inglaterra de 1964 a 1975 en 35 partidos y anotó un gol, el cual fue en la derrota ante Alemania Federal por 2-3 en los cuartos de final del Mundial de México 1970. También jugó en la Eurocopa 1968 y en el partido ante Yugoslavia le comete foul a Dobrivoje Trivić, y es el primer jugador de Inglaterra en ser expulsado en un partido internacional.

### Entrenador
Mullery dirigió al Brighton & Hove Albion de 1976 a 1981, y llevó al club dela tercera división a la primera división inglesa. Cuando Mullery fue nombrado entrenador de los rivales del Brighton, el Crystal Palace en 1982, se manifestó la ira y un breve boicot de algunos aficionados del Palace.
Mullery pasó a dirigir al QPR en 1984 y logró vencer 7–0 en el marcador global al KR Reykjavik en la primera ronda de la Copa de la UEFA 1984-85, pero en la segunda ronda empató ante el FK Partizan. En la ida jugada en Highbury porque la UEFA prohibió el césped aritficial del Loftus Road, QPR venció al Partizan 6–2, tras ir perdiendo 1-2 luego de que el defensa del QPR Warren Neill fue expulsado. En el partido de vuelta el Partizan ganó 4–0 en Belgrado para ganar por la regla del gol de visitante. La victoria del Partizan es actualmente una de solo tres veces en la historia de competiciones europeas que se remonta una desventaja de cuatro goles.
En septiembre de 1984 ante el Newcastle United iban perdiendo por 0-4 luego de un triplete de Chris Waddle. Pero el QPR remontó para empatar 5–5. Mullery fue despedido seis meses después de perder en el Loftus Road ante el Stoke. En 1985 Mullery dijo que su tiempo en el QPR «lo convirtió en un monstruo». Sugirió a los jugadores forzar la salida de Terry Venables.
Al irse del QPR, Mullery pasó sin dirigir por 18 meses hasta el Verano de 1986, cuando regresó al Brighton. Duró siete meses hasta que fue despedido en enero de 1987. Mullery dijo tras su despido del Brighton: «Amo el juego, pero ustedes le patearon las bolas.»
A inicios de los años 1990 Mullery dirigió al ATM FA de la Liga Premier de Malasia. Después dirigió al Barnet y fue Director de Fútbol entre 1996–1997.
Mullery fue poco tiempo entrenador en el Southwick FC Ha trabajado por varios años como comentarista para Sky Sports, y en septiembre de 2005 estuvo con el Crawley Town como «consultor de fútbol».

## Vida personal
Al irse del QPR, Mullery entró en una profunda depresión y agudizada por una mala inversión financiera; se convirtió a la Cristiandad, a través de sus problemas financieros y emocionales siguió hasta iniciar a trabajar en los medios hasta los años 1990. Mullery es miembro del partido Conservador.
Fue nombrado miembro de la Orden del Imperio Británico (MBE) en 1976.

## Logros

### Club
- FA Cup (1)

Tottenham: 1966-1967
- FA Charity Shield (1)

Tottenham: 1967
- Copa de la Liga de Inglaterra (1)

Tottenham: 1970-1971
- Copa de la Liga anglo-italiana (1)

Tottenham: 1971
- Copa de la UEFA (1)

Tottenham: 1971-1972

### Individual
- Premio FWA al futbolista del año: 1

1975
- Orden del Imperio Británico en 1976